# 扎维·阿格妮斯
扎维·阿格妮斯（Szávay Ágnes，姓名音译为萨沃伊·阿格内丝，1988年12月29日—），出生於匈牙利基什孔豪洛什，是该国的網球運動員。
2007年，扎维的成绩取得突破，6月赢得意大利公开賽，她WTA世界排名进入前40。过后又赢得当年布达佩斯公开賽（Budapest Grand Prix）女子双打冠军（同Vladimira Uhlirova配对），因此WTA评定她为该年度“最佳新人”。
2009年，她獲香港網球贊助人協會的邀請，聯同塞爾維亞的耶萊娜·揚科維奇以及葡萄牙的米雪·拉莎·迪·比圖一起參加JB Group網球精英賽。
现時她是匈牙利的头号女子网球手。

## 外部連結
- 官方网站 （匈牙利文）
- 扎维·阿格妮斯的国际女子网球协会官方資料（英文）
- 扎维·阿格妮斯的國際網球總會 職業／青少年 官方資料（英文）
- Fed Cup - Player profile - Agnes SZAVAY (HUN) （页面存档备份，存于）
- Wimbledon 2007資料：Szávay Qualifies[永久]
- Szávay beats Hantuchova in New Haven （页面存档备份，存于）
- Szávayy statistics

| 獎項              | 獎項               | 獎項              |
| ----------------- | ------------------ | ----------------- |
| 前任： 拉德萬斯卡 | WTA最佳新秀 2007年 | 繼任： 禾絲妮雅琪 |